# Pseudasellodes bahiana
Pseudasellodes bahiana är en fjärilsart som beskrevs av Louis Beethoven Prout 1936. Pseudasellodes bahiana ingår i släktet Pseudasellodes och familjen mätare. Inga underarter finns listade i Catalogue of Life.